# Ptychostomum kunzei
Ptychostomum kunzei là một loài rêu trong họ Bryaceae. Loài này được Hornsch. J.R. Spence mô tả khoa học đầu tiên năm 2007.